# Zeitschrift für Germanistik

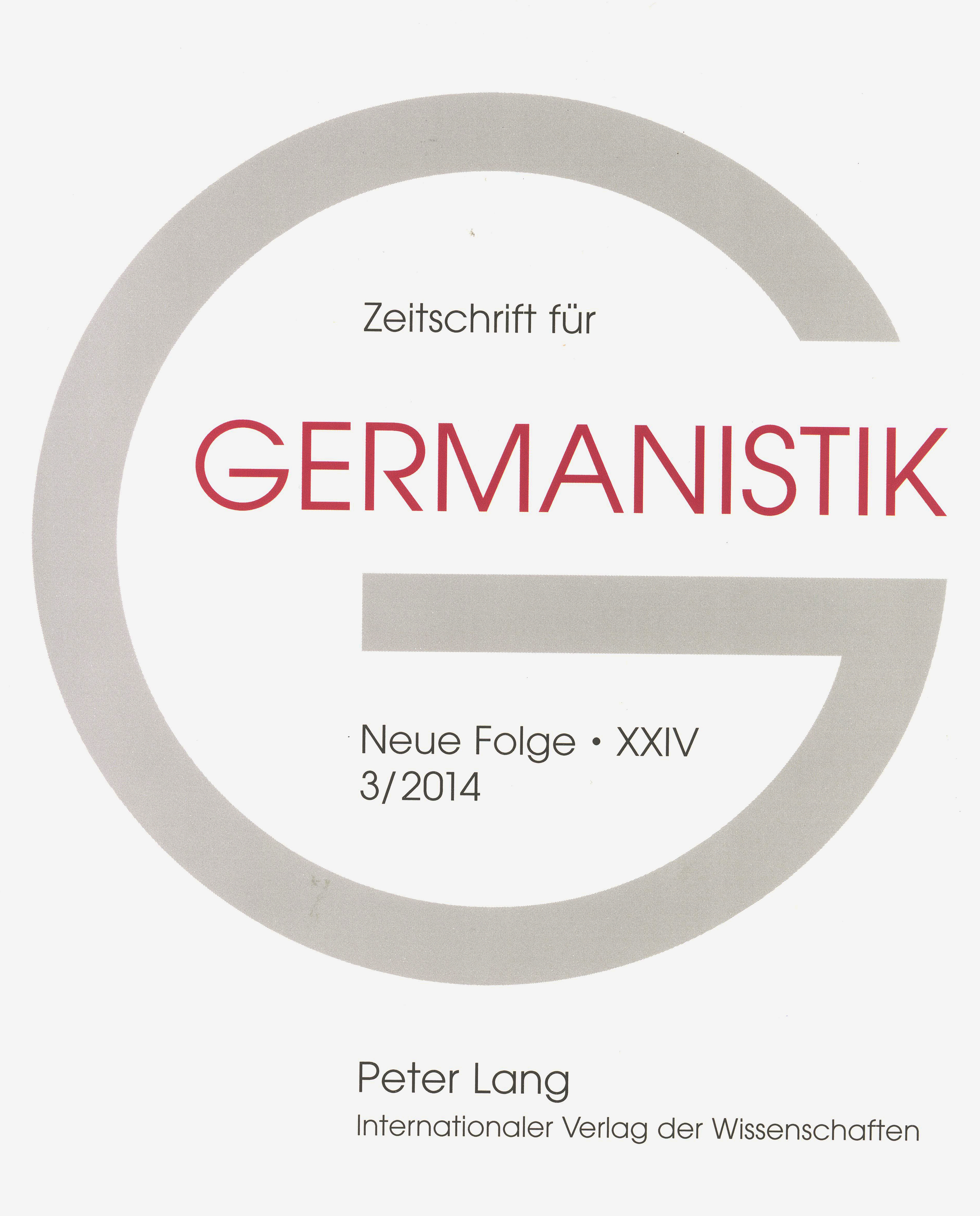
ZfGerm

Die Zeitschrift für Germanistik (ZfGerm) wurde 1980 gegründet und wird von namhaften Vertretern der deutschen Literaturwissenschaft herausgegeben. Sie ist redaktionell mit dem Institut für deutsche Literatur der Humboldt-Universität zu Berlin verbunden. Seit 1991 wird die ZfGerm im Verlag Peter Lang mit Sitz in Bern verlegt.
Die ZfGerm diskutiert Probleme der Geschichte der deutschsprachigen Literatur und der Gegenwartsliteratur, geht neuen Theorieansätzen nach und beteiligt sich aktiv an den Diskussionen um die Perspektiven des Faches. Die einzelnen Ausgaben enthalten Abhandlungen, Diskussions- und Forschungsbeiträge, ferner Neue Materialien, Miszellen und Dossiers sowie einen sehr ausführlichen Rezensionsteil.
Im Herausgeberkollegium sind aktuell vertreten: Mark-Georg Dehrmann (seit 2018), Alexander Košenina (seit 1998), Claudia Stockinger (seit 2018) und Ulrike Vedder (seit 2010). Redaktionell wurde die ZfGerm von Brigitte Peters betreut (bis 2019); ab 2019 übernahm Hannah Markus die redaktionelle Leitung. Die Zeitschrift erscheint dreimal jährlich (mit ca. 240 Druckseiten pro Heft), sowohl gedruckt als auch in elektronischen Varianten; in loser Folge werden seit 1999 auch die Publikationen zur Zeitschrift für Germanistik herausgegeben.
Der Verlag Peter Lang unterzeichnete speziell für den Vertrieb von Zeitschriften einen Vertrag mit IngentaOpen über die sogenannte Goldene Open Access-Nutzung (siehe Goldener Weg in Open Access). Damit änderte sich mit dem ersten Heft 2018 die Nutzungslizenz.

## Geschichte
Elf Jahre, von 1980 bis 1990, wurde die ZfGerm vom Bibliographischen Institut/Enzyklopädie Leipzig verlegt, seit 1991 erscheint sie in neuer Folge im Verlag Peter Lang. Internationaler Verlag der Wissenschaften (Bern).

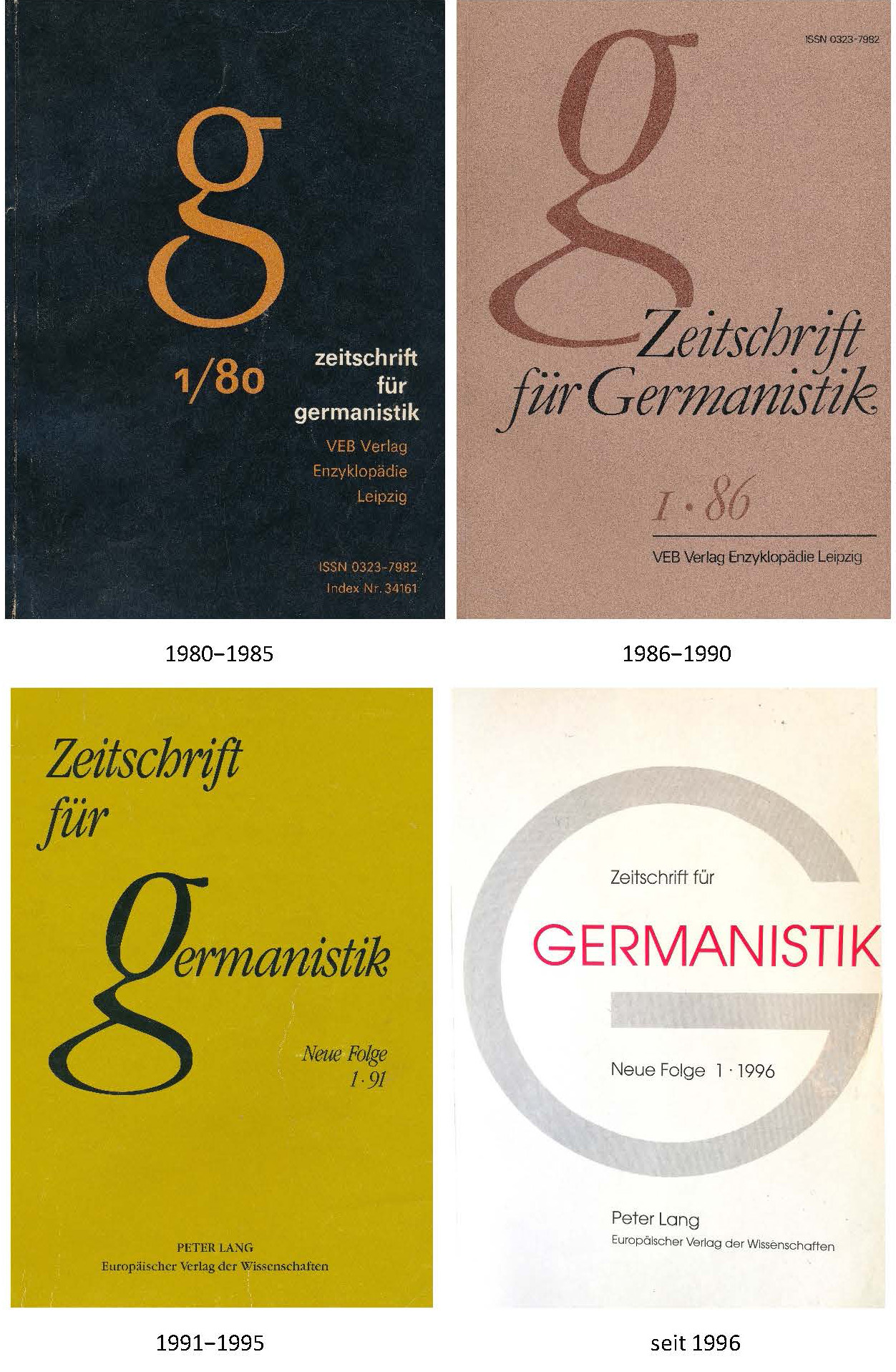
Cover der ZfGerm

Dem ersten Herausgeberkollegium von 1980 bis 1990 gehörten an: Claus Träger (Leitung), Klaus-Dieter Hähnel (Chefredakteur), Wolfdietrich Hartung, Werner Herden, Dieter Nerius, Rainer Rosenberg, Wolfgang Spiewok und Hans-Georg Werner; 1981 aufgenommen wurden Georg Michel und Klaus Schaefer. In Zur Eröffnung (Heft 1/1980, S. 5) heißt es: Die Zeitschrift für Germanistik wird „bemüht sein, die Germanistik der DDR in ihrem Forschungsstand, ihren Aufgaben und Positionen zu repräsentieren sowie damit in die internationale Debatte um relevante Probleme dieser Wissenschaft einzutreten. In diesem Verstande öffnet sie sich ebenso der Meinungsäußerung gleichstrebender Fachkollegen des Auslands.“
Obwohl viele gesellschaftspolitische Entwicklungen nach der „Wende“ vorauszusehen waren, kam das Ende des Leipziger Verlages doch überraschend; bereits mit dem Heft 1/1991 wurde die Zeitschrift im Verlag Peter Lang als „Zeitschrift für Germanistik. Neue Folge“ verlegt. Die ZfGerm erschien fortan nicht nur mit einem neuen Profil, sondern auch mit einem neuen Herausgebergremium (Klaus-Dieter Hähnel, Geschäftsführender Herausgeber, Wilhelm Bondzio, Klaus Hermsdorf, Peter Uwe Hohendahl, Zoran Konstantinović, Yoshio Koshina, Gotthard Lerchner, Norbert Oellers) und einem neuen internationalen Beirat (Erwin Arndt, Hans Eichner, Walter Grab, Denis Howard Green, Wolfdietrich Hartung, Renate von Heydebrand, Frank Hörnigk, Bernd Hüppauf, Roland Krebs, Gerd Labroisse, Tadeusz Namowicz, Kurt Nyholm, Pjotr Paliewski, Rainer Rosenberg, Barbara Sandig, Simonetta Sanna, Hinrich C. Seeba, Franz Simmler, Horst Sitta, Emil Skála).
Wesentliche Aspekte trugen zur Neuprofilierung bei: Diskutierende Beiträge wurden verstärkt und gezielter kontroverse Konzepte und offene Probleme des Faches in den Mittelpunkt gerückt; geachtet wurde auf eine „vernünftige“ Mischung ost- und westdeutscher Kollegen sowie ausländischer Fachkollegen; der Beitrag der Linguistik sollte stärker auf interdisziplinäre Aspekte ausgerichtet werden (vgl. dazu auch: ZfGerm NF I (1991), H. 1, S. 5 f.).
Folgende Herausgeber(innen) prägten in den zurückliegenden Jahren/Jahrzehnten das wissenschaftliche Profil der Zeitschrift für Germanistik: Norbert Oellers (1991–2002); Peter Uwe Hohendahl (1991–2003); Ernst Osterkamp (1994–1998); Horst Wenzel (1995–2006); Werner Röcke (1995–2010); Inge Stephan (1996–2010); Erhard Schütz (1996–2018) und Steffen Martus (2005–2018).